# Джидимирци (община Велес)
 Тази статия е за селото във Велешко.  За селото в Тиквеш вижте Джидимирци (община Неготино).  
Джидимирци (на македонска литературна норма: Џидимирци) е село в община Велес, Северна Македония. То се намира в крайния североизточен дял на Велешката община и неговото землище граничи с общините Свети Никола и Ибрахимово.

## География
Джидимирци е отдалечено на 27 км от административния град Велес. Разположено е в западните склонове на Градищанската планина на надморска височина от около 490 м. Площта на землището му е 14,7 км2, като горите заемат площ от 893 ха, пасищата 367 ха, а обработваемата земя е 124 ха.

## История
В края на XIX век селото е част от Скопската каза. Според статистиката на Васил Кънчов („Македония. Етнография и статистика“) от 1900 г. Жидимирци е населявано от 180 жители, всички българи.
По данни на секретаря на Българската екзархия Димитър Мишев („La Macédoine et sa Population Chrétienne“) в 1905 година в Джидимирци има 240 българи екзархисти.
При избухването на Балканската война 2 души от Жидимирци са доброволци в Македоно-одринското опълчение.
След Междусъюзническата война в 1913 година селото попада в Сърбия.
На етническата си карта от 1927 година Леонард Шулце Йена показва Джидимир (Džidimir) като село с неясен етнически състав.
Днес селото е почти обезлюдяло, като ако в 1994 година то е населявано от 16 души, при преброяването от 2002 година техният брой намалява до 9 жители. Всички жители на Джидимирци се самоопределят като македонци.
Църквата в селото е „Свети Никола“.

## Личности
Родени в Джидимирци
- Салтир Джиджимирски, македоно-одрински опълченец, четата на Тодор Александров[8]